# Andrea Tiberi
Andrea Tiberi, né le 15 novembre 1985 à Turin, est un coureur cycliste italien, spécialiste de VTT cross-country. 

## Biographie
Il devient en 2015 champion d'Italie de cross-country, en devançant Daniele et Luca Braidot. L'année suivante, il se classe 19e du cross-country aux Jeux olympiques.

## Palmarès en VTT

### Jeux olympiques
- Athènes 2016
  - 19e du cross-country

### Championnats du monde
- Fort William 2007
  - 7e  du relais mixte

### Championnats d'Europe
- Chies d'Alpago 2006 
  - 9e du cross-country espoirs
- Cappadoce 2007 
  -  Médaillé de bronze du relais mixte
- Chies d'Alpago 2015 
  - 7e du cross-country

### Championnats d'Italie
- 2007
  -  Champion d'Italie de cross-country espoirs
- 2008
  - 3e du cross-country
- 2010
  - 3e du cross-country
- 2012
  - 3e du cross-country
- 2013
  - 2e du cross-country
- 2014
  - 3e du cross-country
- 2015
  -  Champion d'Italie de cross-country
- 2017
  - 3e du cross-country